# Can Sabata
Can Sabata és una antiga masia avui engolida pel nucli de Lloret de Mar (la Selva) inclosa en l'Inventari del Patrimoni Arquitectònic de Catalunya. La masia primigènia ha estat reconvertida en l'actualitat en un restaurant. Tanmateix s'ha intentat respectar al màxim tant la seva estructura com els elements compositius originals. La masia consta de tres plantes i està coberta amb una teulada a dues aigües de vessants a laterals.
La planta baixa consta d'una sèrie d'obertures irrellevants entre les quals localitzem el portal d'entrada, el qual està cobert amb una petita teulada. En el primer pis trobem cinc finestres rectangulars emmarcades amb maó. Al centre trobem un modern rellotge de sol en el qual es pot llegir una inscripció molt divertida que diu així: "LES GENERACIONS PASSEN COM LES HORES 1931 1981 1997".
En el segon pis, el qual podria executar les tasques de golfes o altell, trobem una obertura rectangular projectada com a balconada i equipada amb una petita barana-ampit de ferro molt matussera. Flanquegen aquesta obertura dos òculs - un per banda respectivament- o ulls de bou emmarcats també amb maó.
Pel que fa als materials, prima per sobre de tot un, com és la pedra, en format físic de pedres fragmentades i còdols de riu manipulats a cops de martell i lligades amb morter de calç, que monopolitzen tot l'espai físic de les quatre façanes. El que podria ser l'era de batre primigènia de la masia, ha estat reciclada com improvisat menjador a l'aire lliure. Tot i això el paviment del terra és de factura totalment nova.